# 永康街道
永康街道，是中华人民共和国吉林省白城市洮南市下辖的一个乡镇级行政单位。

## 行政区划
永康街道下辖以下地区：
永电社区、永财社区和永军社区。